# Mount Smart Stadium
El Mount Smart Stadium es un estadio multiuso ubicado en la ciudad de Auckland, Nueva Zelanda. Posee una capacidad para 30 000 espectadores en espectáculos deportivos y 47 000 en conciertos.
El estadio fue usado como casa del equipo neozelandés en las Clasificatorias para el Mundial de España 1982, siendo este el primer mundial al que clasificó la selección de aquel país. También fue escenario de la derrota de su equipo femenino ante Australia en la final del Campeonato Femenino de la OFC 1998 que servía para la clasificación al Mundial 1999. 
En 2013, fue designada la sede de la final de la Liga de Campeones de la OFC.

## Conciertos
En el estadio también se dan conciertos, entre ellos el festival Big Day Out, que se lleva a cabo en este estadio, además artistas como Queen, Michael Jackson, Taylor Swift, U2 y Adele han realizado presentaciones en este estadio. U2 paso por el estadio en 2006 durante su gira Vertigo Tour, para este último concierto la tribuna norte fue movida y colocada junto a la tribuna sur permitiendo la ubicación del escenario, al hacer esta modificación se le dio al estadio una capacidad de 42,000 personas para este concierto.

## Galería

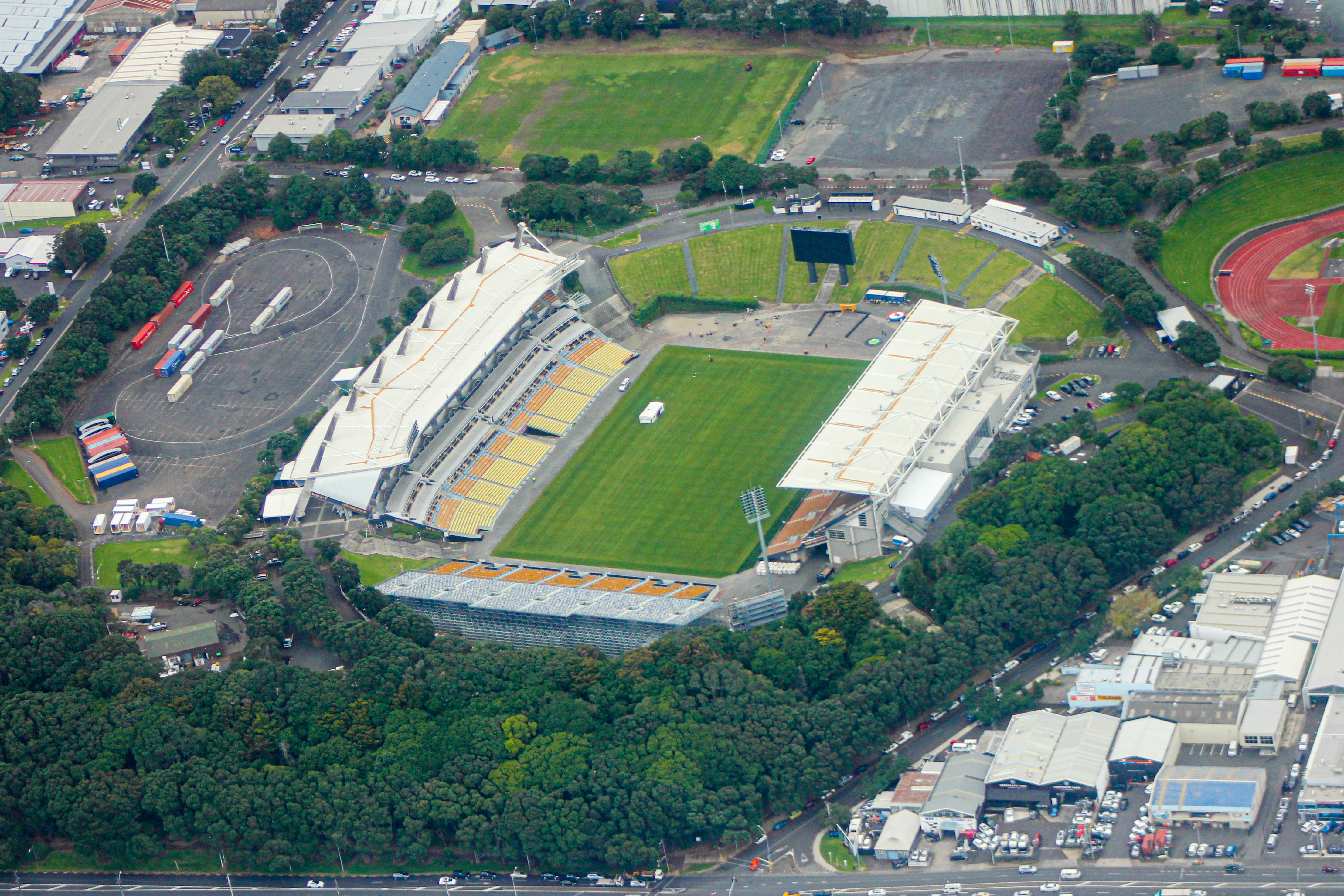
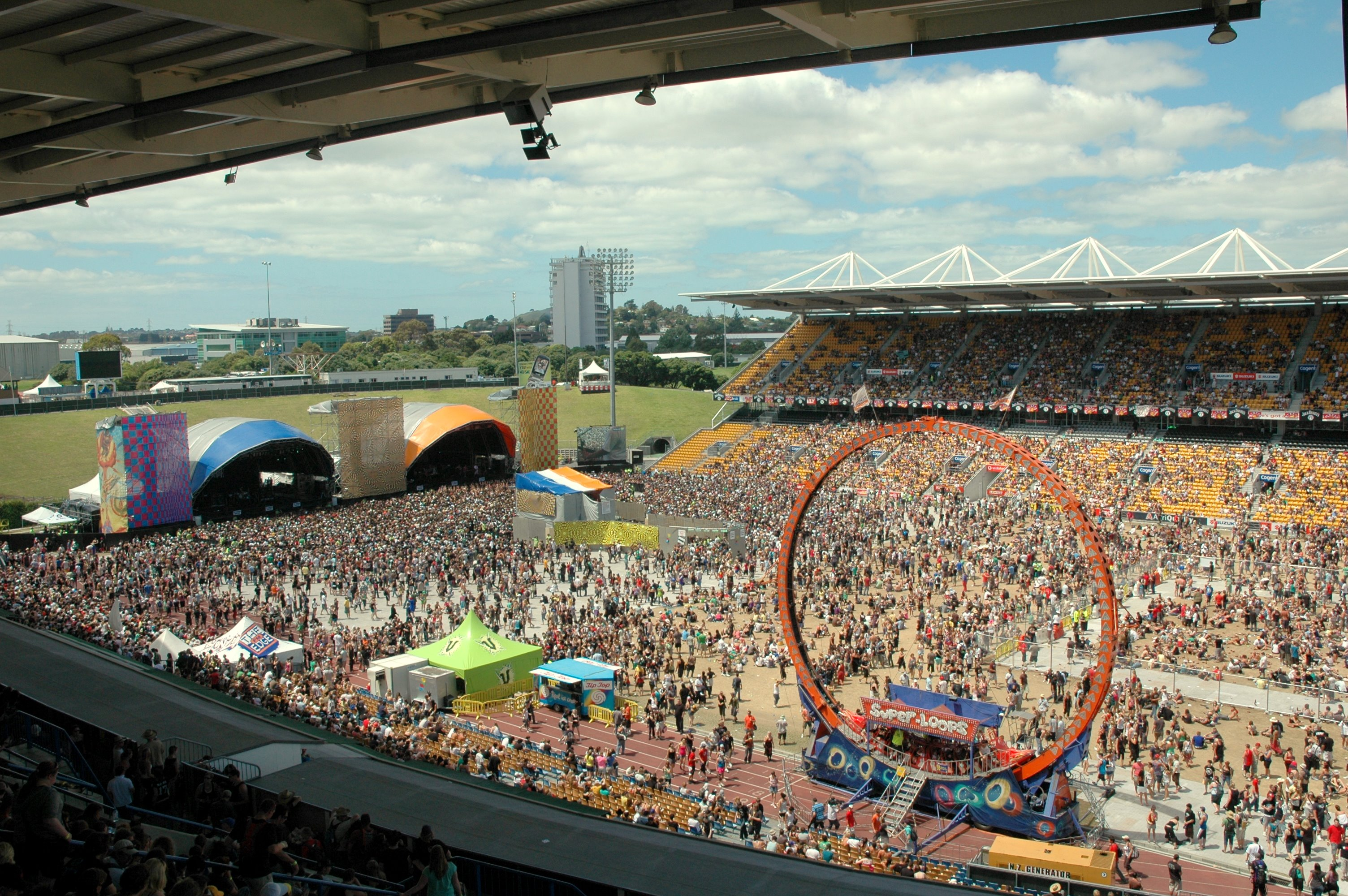